# Goebel Goe.III
Il Goebel Goe.III fu un motore aeronautico rotativo a 9 cilindri raffreddato ad aria sviluppato dall'azienda tedesco imperiale Goebel-Flugzeug-Umlaufmotors, controllata della Gandenbergersche Maschinenfabrik Georg Goebel GmbH, negli anni dieci del XX secolo.
Prodotto in numero limitato negli stabilimenti aziendali di Darmstadt, venne utilizzato principalmente su prototipi di aerei da caccia destinati ad equipaggiare gli Jasta (Jagdgeschwader), i reparti da caccia della Luftstreitkräfte, la componente aerea del Deutsches Heer (l'esercito imperiale tedesco).

## Storia del progetto
Durante lo svolgimento della prima guerra mondiale la Gandenbergersche Maschinenfabrik Georg Goebel, società attiva nella produzione di macchinari di precisione, venne coinvolta nel processo industriale di supporto al conflitto ed esortata dall'Idflieg, l'ente che sovraintendeva l'organizzazione dell'aviazione militare nell'Impero tedesco, a progettare e sviluppare nuovi motori aeronautici.
Tra i vari prototipi sviluppati dall'azienda il Goe.III era relativo ad un motore rotativo a pistoni raffreddato ad aria con 9 cilindri posti su un'unica fila dotati dell'unica valvola per cilindro, sistema OHV.
I pochi dati tecnici non risultano conformi e vanno dai 187 PS (137 kW) a 1 250 giri/min di potenza massima e 165 PS (120 kW) a 1 200 giri/min in potenza continua ai 230 PS massimi a 1 200 giri/min e 200 PS continui a 1 150 giri/min forniti dal NACA Technical Memorandum No. 11, documento del NACA ma tradotto da documentazione originale in lingua tedesca proveniente dal Nachrichten für Luftfahrer.
Al termine della produzione risultano costruite 229 unità.

## Velivoli utilizzatori
Germania
- Fokker V.5 (prototipo dell'F.I)
- Fokker V.28 (prototipo del D.VIII)
- LFG Roland D.XVI
- Pfalz D.VI
- Pfalz D.VII
- Pfalz D.VIII

## Esemplari attualmente esistenti
Si registrano almeno due esemplari sopravvissuti, uno in Italia, parte della collezione Capetti del dipartimento di energetica del Politecnico di Torino, ed uno a Berlino, in Germania, esposto nelle strutture museali del Deutsches Technikmuseum Berlin.